# 尹萬化
尹萬化，字如川，江西泰和縣人。明朝政治人物。

## 生平
成化十九年（1483年）癸卯科举人，成化二十年（1484年）联捷甲辰科三甲進士。曾官禮部精膳司郎中。弘治十年（1498年）二月考察，以持身不謹，勒令冠帶閒住。